# 푸조 308
푸조 308은 프랑스 자동차 회사 푸조가 생산, 판매하는 준중형차이다.

## 1세대
2007년에 선보였다. 307의 후속 차종이다. 대한민국에서는 2008년부터 경제성을 인정받은 디젤 모델이 들여왔다. 2011년에 페이스리프트를 거쳤다.

## 2세대
2014년에 선보였다. 푸조의 새로운 패밀리룩이 적용되었고, 컨버터블은 단종되었다.

## 경쟁 차종
- 현대자동차 - 아반떼, i30
- 기아자동차 - K3, 씨드
- 혼다 - 시빅
- 토요타 - 코롤라
- 폭스바겐 - 제타, 골프
- 오펠 - 아스트라
- 르노 - 메간